# 사탕무당
사탕무당(沙糖-糖, 영어: beet sugar 비트 슈거[*]) 또는 사탕무 설탕(沙糖-雪糖)은 사탕무에서 얻은 당 또는 설탕이다. 사탕수수당이나 야자당, 단풍당 등과 구분된다. 사탕무의 영어 이름이 "사탕비트(sugar beet 슈거 비트[*])이기 때문에 "비트당(beet糖)"으로도 불리지만, 비트와 사탕무는 별개의 식물이다.

## 같이 보기
- 단풍당
- 사탕수수당
- 야자당